# Caspar Volland
Caspar Volland (* 1500 in Grüningen, heute Markgröningen; † 1554 in Tübingen) war Professor des Rechts, zeitweilig auch Rektor, an der Universität Tübingen und Beisitzer des württembergischen Hofgerichts. Er entstammte einem reichen schwäbischen Patriziergeschlecht.

## Herkunft und Familie
Caspar Volland wuchs in der württembergischen Amtsstadt Grüningen auf, wo seine Familie seit über hundert Jahren den Ton angab. Sein Verwandter Heinrich Volland senior zählte zu den reichsten Bürgern Württembergs. Caspar war kein Sohn des Kaufmanns und Vogts Philipp Volland, sondern ein Bruder von Michael Volland (um 1500/05 – um 1557) in Markgröningen und offenbar ein Sohn des dortigen Richters und Landschaftsabgeordneten Albert/Aberlin Volland (nach 1475 – nach 1539).
Nach der Vertreibung Herzog Ulrichs von Württemberg und seines Bruders Ambrosius Volland, der württembergischer Kanzler war, musste 1520 auch Philipp Volland außer Landes fliehen. In Grüningen hielt derweil Caspars Bruder Michael Volland die Stellung. Anders als einige seiner ausgewanderten Kollegen arrangierte sich Caspar Volland während des Interims und besuchte die Messe.

## Berufliche Laufbahn
Caspar Volland hatte sich 1517 bei der Universität Tübingen immatrikuliert und promovierte 1520 bereits zum Magister Artium. Zwischen den Jahren 1523 und 1531 hatte er in Tübingen den Lehrstuhl für Dichtung und Beredsamkeit inne und gründete eine Familie. Ab 1534 war er Tübinger Stadtschreiber, kehrte aber bereits 1537 an die Universität zurück und promovierte 1540 zum Dr. beider Rechte. Im gleichen Jahr wurde er zum Professor des canonischen Rechts und erstmals zum Rektor ernannt. Dieses Amt hatte er mehrfach inne. Neben seiner Lehrtätigkeit war Caspar Volland Beisitzer des württembergischen Hofgerichts. Von dieser offenbar unliebsamen Zusatzbelastung wurde er 1543 befreit, um sich auf die Lehre konzentrieren zu können. Herzog Christoph beauftragte ihn im Oktober 1552 mit der Reform des „peinlichen Prozesses“. Kurz darauf entschied jedoch der Landtag, „daß das peinliche Recht noch im Anstand bleiben könne“.

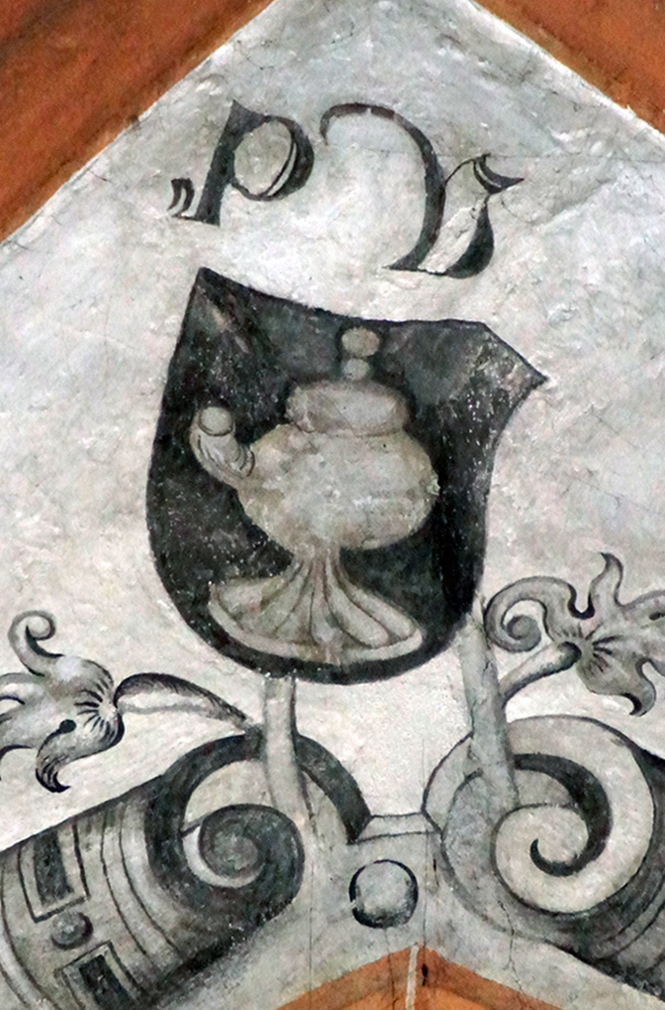
Wappen und Initialen des Mäzens Philipp Volland im Chor des Grüninger Heilig-Geist-Spitals (vor 1520)

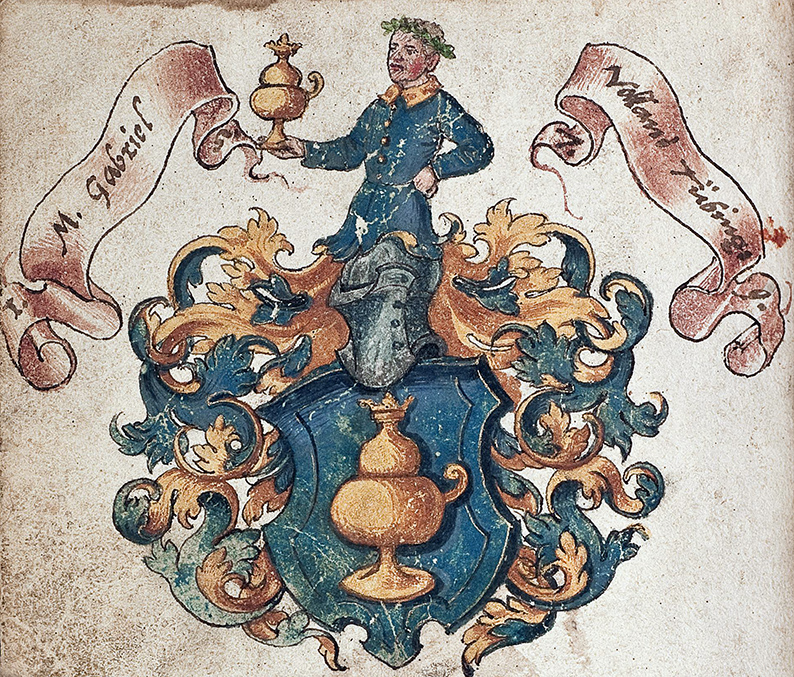
Wappen von Caspars Sohn Gabriel Volland (Tübingen 1579)

## Nachfolger
Neben seinem Verwandten Michael Volland junior, der von 1544 bis 1554 zwei Studien absolvierte und zum Doktor beider Rechte promoviert wurde, immatrikulierten sich auch Caspars Söhne Johannes (1542) und Erhard (1548) an der Universität Tübingen. Wegen der Verdienste ihres verstorbenen Vaters wurden sie von Studiengebühren befreit. Am 31. Oktober 1556 schrieb sich Erhard erneut ein, um zu promovieren. Am selben Tag immatrikulierte sich außerdem ihr jüngerer Bruder „Gabriel Vollandius Tubingensis“, der schließlich im Februar 1560 zum Magister Artium promoviert wurde. Gabriel wurde württembergischer „Canzleyverwandter“ in Stuttgart, wo der frühere Kirchenratsregistrator von 1597 bis 1602 ein Inventar der Urkunden des Klosters Maulbronn anlegte. Erhard bekleidete ein Amt im württembergischen Reichenweier. Beide wurden im Testament ihrer kinderlosen Tante Margarethe 1592 als Erben eingesetzt.

## Wappen
Dass Caspar Volland mit dem traditionellen Volland-Wappen siegelte, geht aus dem überlieferten Wappen seines Sohnes Gabriel von 1579 hervor, das nichts als einen goldenen Schenkenbecher zeigt. Die Vermutung, dass Caspars Wappen folgender gebesserter Beschreibung entsprach, kann hiermit als widerlegt gelten: „Vorn in blau ein goldener Schenkenbecher, hinten in gold eine blaue Lilie. Auf dem Helm zwischen zwei gold-schwarz geteilten Büffelhörnern eine blaue Lilie. Die Decken sind schwarz-gold“.